# Nannaria tennesseensis
Nannaria tennesseensis är en mångfotingart som först beskrevs av Charles Harvey Bollman 1889.  Nannaria tennesseensis ingår i släktet Nannaria och familjen Xystodesmidae. Inga underarter finns listade i Catalogue of Life.